# Stafilokokni eksfoliativni dermatitis
Stafilokokni eksfoliativni dermatitis je akutna razgradnja (liza) povrhnje plasti kože (povrhnjice ali epidermisa), ki jo povzroča stafilokokni toksin. Kaže se s pojavom velikih mehurjev (bul) in z luščenjem povrhnjice. Najpogosteje so prizadeti novorojenčki in otroci, mlajši od 6 let. Odrasli so lahko prizadeti, če imajo kronično ledvično bolezen, rakavo bolezen (malignom), so imunsko oslabljeni ali alkoholiki. Sindrom se pojavlja epidemično in sporadično. Epidemično se pojavlja v negovalnih ustanovah (bolnišnice...), verjetno prek osebja, ki je bilo v stiku z okuženim novorojenčkom ali prek nosilcev Staphylococcusa aureusa v nosu (nosni bacilonosci).

## Vzrok
Stafilokokni eksfoliativni dermatits povzročajo tisti sevi bakterij Staphylococcus aureus, ki izločajo toksin, imenovan eksfoliatin ali epidermolizin. Ta toksin lahko loči zgornji del povrhnjice (epidermisa) od spodnjega.

## Simptomi in znaki
Začetna sprememba je po navadi površinska in krastava. V 24 urah postane okolna koža boleča in škrlatno obarvana. Spremembe se hitro širijo na druga področja kože. Koža je lahko zelo občutljiva in spominja na pomečkan papirnat robec. Nastanejo veliki ohlapni mehurji na rdeči koži, ki hitro počijo in za sabo pustijo plitke razjede (erozije). Povrhnjica (epidermis) se z lahkoto lušči, pogosto v večjih kosih. Znakov gnojenja ni. Po 36-72 urah je luščenje prisotno na večji površini kože, bolnik izgleda zelo prizadet (bolan), pojavijo se tudi sisemski znaki (vročina, slabost, mrzlica). Ker je okvarjena zaščitna vloga kože, lahko pride do bakterijske zastrupitve (sepse) in/ali motenega ravnotežja telesnih tekočin in elektrolitov.

## Diagnoza in diferencialna diagnoza
Diagnoza se postavi glede na klinično sliko, za potrditev pa je potreben odvzem vzorca iz sprememb za natančnejši pregled.
Pomisliti je treba tudi na preobčutljivost na zdravila, virusne izpuščaje, škrlatinko, opekline ter prirojene in pridobljene bolezni s pojavljanjem mehurjev.

## Zdravljenje
Zdravi se z  antibiotiki, ki delujejo proti stafilokokom (nafcilin, kloksacilin...). Kortikosteroidi se ne priporočajo. S pravočasno in pravilno terapijo je okrevanje dobro in umrljivost je nizka.